# Жан Боту
Жан Боту (фр. Jean Botué, нар. 7 серпня 2002) — буркінійський футболіст, нападник фінського клубу «Інтер» (Турку) та національної збірної Буркіна-Фасо. Виступав також за клуби УСФА та «Аяччо».

## Клубна кар'єра
Жан Боту народився 2002 року, та є вихованцем футбольної школи клубу «Рейл клуб дю Кадіого». У 2018 році Боту перейшов до основного складу команди УСФА, в якій виступав до 2021 року. У 2021 році буркінійський нападник перейшов до складу французького клубу «Аяччо», в якому виступав до кінця 2023 року. З початку 2024 року футболіст грає у складі фінського клубу «Інтер» (Турку).

## Виступи за збірні
Протягом 2019—2021 років Жан Боту грав у складі молодіжної збірної Буркіна-Фасо. На молодіжному рівні зіграв у 4 офіційних матчах, забив 1 гол.
У 2021 році Боту дебютував у складі національної збірної Буркіна-Фасо. У складі збірної футболіст був учасником Кубка африканських націй 2021 року у Камеруні, на якому буркінійська збірна зайняла четверте місце. У складі національної збірної грав до 2022 року, зіграв у її складі 3 матчі, в яких забитими голами не відзначився.

## Титули і досягнення
- Володар Кубка фінської ліги (2):

Інтер (Турку): 2024, 2025